# Броненосные крейсера типа «Принц Адальберт»
Броненосные крейсера типа «Принц Адальберт» (нем. Prinz Adalbert) — боевые корабли германского императорского флота времён Первой мировой войны. Стали усовершенствованной версией крейсера «Принц Генрих». Внешне напоминали «Якумо» — японский крейсер Германской постройки. Проект получил развитие в типе «Йорк».
Серия и головной крейсер названы в честь принца Адальберта, одного из создателей германского военно-морского флота.

## Конструкция
Корпус крейсеров делился водонепроницаемыми переборками на 14 основных отсеков. Двойное дно шло на протяжении 60 % длины. Корпус кораблей набирался по смешанной системе набора. Экипаж насчитывал 35 офицеров и 551 матроса.

### Бронирование
Главный броневой пояс шириной два метра простирался по ватерлинии от минус второго шпангоута до форштевня. Над водой пояс возвышается на 0,7 м. Толщина плит в пределах цитадели (шпангоуты 21-72) составляла 100 мм, в оконечностях 80 мм. Броневые плиты крепили на тик толщиной 50 мм.
Над поясом возвышалась шестиугольная в плане и защищённая 100-мм броней цитадель. Над цитаделью располагался прямоугольный защищённый 100-мм броней каземат. В общем, система бронирования повторяла тип «Принца Генриха».
Башни главного калибра: вертикальная 150 мм, крыша 30 мм.
Башни среднего калибра имели стены толщиной 100 мм.
Носовая боевая рубка: стены 150 мм, крыша 30 мм, кормовая соответственно 20 и 20 мм.
Толщина горизонтальной брони палубы в пределах цитадели 40 мм, скосы имели толщину 50 мм и примыкали к нижнему краю пояса. Вне цитадели палуба и скосы имели толщину 80 мм.

### Вооружение
Вооружение корабля состояло из двух двухорудийных башенных артиллерийских установок 210-мм скорострельных орудий С/01 с длиной ствола 40 калибров, которые были установлены в носу и в корме в диаметральной плоскости. Угол вертикального наведения — 5° + 30°. Орудия имели наибольшую дальность прицельного выстрела 16 300 м, боезапас 340 снарядов.
Артиллерия среднего калибра состояла из 10 скорострельных орудий калибра 150 мм/40. Боезапас составлял первоначально 1200 снарядов, позднее 1500.
К вспомогательной артиллерии относились 12 скорострельных орудий на центральном штыре С/01 с длиной ствола 35 калибров. Угол вертикального наведения 88-мм орудий равнялся — 5° + 25°, дальность прицельного выстрела 49,1 кабельтовых, боезапас составлял первоначально 3000 выстрелов, позднее 1800.
Для вооружения десантных партий имелись 297 винтовок mod. 98 и револьверы mod. 79.
Традиционный для многих кораблей того времени недостаток: нижний ярус центрального каземата располагался слишком низко, его орудия заливались при умеренном волнении моря.
Торпедное вооружение крейсеров состояло из четырёх подводных торпедных аппаратов калибра 450 мм: одного носового, двух бортовых и одного кормового с общим боекомплектом из 11 торпед.

### Силовая установка
Три 3-х цилиндровые паровые машины тройного расширения вращали три винта различного диаметра: средний трёхлопастной 4,5 м, два бортовых четырёхлопастных 4,8 метровых. Нормальный запас угля 900 тонн, полный — 1570 тонн. Проектная мощность силовой установки «Фридрих Карла» : 17 000 л. с., «Принц Адальберт» : 16 500 л. с. и проектную скорость 21 узел для «Фридриха Карла» и 20,5 узла для «Принца Адальберта». «Принц Адальберт» на испытаниях превысил проектную мощность, развив 17 272 л. с., но показал лишь 20,4 узла. «Фридрих Карл» при мощности 18 541 л. с. прошёл лишь с 20,5 узловой скоростью. Позднее немецкие кораблестроители задним числом подогнали проектную скорость к результатам испытаний: для «Принца» — 20 узлов, для «Карла» −20,5 узла.
Пар вырабатывали 14 паровых котлов Дюрра (42 топки) с давлением 14,25 атм., расположенные в трёх котельных отделениях. Общая поверхность нагрева составляла 4600 м². Каждое котельное отделение имело свою трубу.
Электроэнергию кораблям обеспечивали четыре динамо-машины общей мощностью 246 кВт, напряжением 110 вольт.

## История службы
«Принц Адальберт» — заложен в 1900 году, спущен 22 июня 1901 года, вступил в строй 12 января 1904 года.
С началом первой мировой войны действовал на Балтийском море.
2 июля английская подводная лодка Е-9 в районе Готланда атаковала «Принц Адальберт» и добилась попадания одной торпедой. Получив пробоину и приняв до 2000 тонн воды, повреждённый крейсер с трудом дошёл до Киля.
23 октября 1915 года командир действовавшей на Балтике английской подлодки E-8 капитан-лейтенант Гудхард обнаружил «Принц Адальберт» в сопровождении двух эсминцев идущим по створу либавских маяков между двумя полосами немецких минных заграждений. Пропустив эсминцы, Гудхард дал залп с 5 кабельтовых. Торпеда попала в район носовых артиллерийских погребов. Взрыв был такой силы, что сама Е-8, потеряв управление, оказалась вышвырнутой на поверхность из-под воды. К счастью, на миноносцах в этот момент все резко повернули головы к тому месту, где только что был крейсер. Из его экипажа спасли всего трех моряков. Погибли 672. С начала Первой мировой немецкий флот не нёс таких потерь на Балтике. Капитан-лейтенант Гудхард за эту атаку был награждён орденом Св. Георгия IV степени.
«Фридрих Карл» — заложен в 1901 году, спущен 21 июня 1902 года, вступил в строй 12 декабря 1903 года.
17 ноября 1914 года в 30 милях западнее Мемеля «Фридрих Карл» подорвался на русской мине. Командир корабля счёл, что атакован английской подлодкой и приказал уходить полным ходом на запад во избежание второй торпеды. Через 11 минут «Фридрих Карл» вторично подорвался на мине. После 5 часов борьбы за живучесть корабля команда покинула крейсер, снятая крейсером «Аугсбург», успевшим подойти к месту катастрофы. При взрыве погибли 8 человек.

## Оценка проекта
| Год закладки                    | 1899                                                  | 1898                                                | 1901                                            | 1898                                              | 1900                                         |
| Год ввода в строй               | 1903                                                  | 1901                                                | 1903                                            | 1900                                              | 1903                                         |
| Водоизмещение нормальное, т     | 9856                                                  | 12 193                                              | 9087                                            | 9906                                              | 7326                                         |
| Полное, т                       | ?                                                     |                                                     | 9875                                            | 10 305?                                           | 8238                                         |
| Мощность ПМ, л. с.              | 21 800                                                | 21 000                                              | 17 000                                          | 14 500                                            | 16 500                                       |
| Максимальная скорость, узл      | 21,5                                                  | 21                                                  | 20,5                                            | 20,75                                             | 20,9                                         |
| Дальность, миль (на ходу, узл.) | 6500 (10)                                             | 7200 (10)                                           | 5000 (12)                                       | 4900 (10)                                         | 3900 (10)                                    |
| Бронирование, мм                |                                                       |                                                     |                                                 |                                                   |                                              |
| Тип брони                       | ГС                                                    | КС                                                  | КС                                              | КС                                                | ГС                                           |
| Пояс                            | 150                                                   | 152                                                 | 100                                             | 178                                               | 200                                          |
| Палуба (скосы)                  | 55(45)                                                | 38(38)                                              | 40(50)                                          | 63(63)                                            | 60                                           |
| Башни                           | 170                                                   | 152                                                 | 150                                             | 152                                               | 150                                          |
| Барбеты                         | 140                                                   | 152                                                 | 150                                             | 152                                               | 150                                          |
| Рубка                           | 150                                                   | 305                                                 | 150                                             | 356                                               | 160                                          |
| Вооружение                      | 2×194-мм/40 8×1×164-мм/45 6×100 мм 18×1×47-мм/43 2 ТА | 2×1×234-мм/46,7 12×1×152-мм/45 12×1×76,2-мм/40 2 ТА | 2×2×210-мм/40 10×1×150-мм/40 12×1×88-мм/35 4 ТА | 2×2×203-мм/40 14×1×152-мм/40 12×1×76,2-мм/40 5 ТА | 2×203-мм/45 8×1×152-мм/45 20×1×75-мм/50 2 ТА |

### Комментарии
1. ↑  Для британских и американских кораблей в источниках водоизмещение даётся в длинных тоннах, поэтому оно пересчитано в метрические тонны
2. ↑  Для пяти дюймов и толще.